# ۱ ربیع‌الثانی
۱ ربیع‌الثانی، ثانیین روز از ماه ربیع‌الثانی در تقویم هجری قمری است.
در تقویم هجری قمری قراردادی این روز نودمین روز سال است.

## وقایع
- ۶۵ - وقوع قیام توابین توسط گروهی از شیعیان کوفه به خونخواهی کشتگان نبرد کربلا به رهبری سلیمان بن صرد خزاعی.